# Ngrayung (Gandusari)
Ngrayung is een bestuurslaag in het regentschap Trenggalek van de provincie Oost-Java, Indonesië. Ngrayung telt 4094 inwoners (volkstelling 2010).